# スティーヴ・ティッシュ
スティーヴン・エリオット・ティッシュ（Steven Elliot Tisch、1949年2月14日 - ）は、アメリカ合衆国ニュージャージー州レイクウッド・タウンシップ出身の実業家、映画・テレビプロデューサーである。NFLチームのニューヨーク・ジャイアンツの会長兼執行副社長であり、家族で所有している。父親はジャイアンツ前オーナーのボブ・ティッシュである。
オスカー像とスーパーボウルのチャンピオンリングの両方を所有している史上唯一の人物である。

## 経歴
ニュージャージー州レイクウッド・タウンシップで生まれる。タフツ大学に通い、その頃に映画製作のキャリアが始まる。1977年公開の『アウトローブルース』で初めてフィーチャー映画でプロデューサーとしてクレジットされた。
1994年には『フォレスト・ガンプ/一期一会』をプロデュースし、スティーヴ・スターキー、ウェンディ・フィネルマンと共に第67回アカデミー賞作品賞を受賞した。
2005年からはニューヨーク・ジャイアンツの会長兼執行副社長となった。ティッシュが就任して以来、ジャイアンツは2007年度と2011年度のスーパーボウルで優勝を果たしている。2008年4月30日にはチームのメンバーと共にジョージ・W・ブッシュによってホワイトハウスに招かれ、優勝を称えられた。

## 私生活
1996年にジェイミー・リー・アン・アレクサンダーと結婚した。息子1人と娘2人をもうけている。